# Nikon D3300
Die Nikon D3300 ist eine digitale Spiegelreflexkamera des japanischen Herstellers Nikon, die im Februar 2014 in den Markt eingeführt wurde. Der Hersteller richtet sie an Einsteiger-Fotografen.

## Technische Merkmale
Der 24-Megapixel-Bildsensor erlaubt Aufnahmen mit maximal 6000 × 4000 Pixeln. Er besitzt eine Größe von 23,2 mm × 15,6 mm (Herstellerbezeichnung DX-Format).
Die Kamera besitzt einen 11-Punkt-Autofokus sowie einen 3-Zoll-Bildschirm mit einer Auflösung von 640 × 480 Pixeln. Bild- und Videodaten werden in der Kamera auf einer SD-Karte gespeichert. Die Serienbildrate beträgt 5 Bilder pro Sekunde. Das Gewicht der betriebsbereiten Kamera beträgt 460 Gramm.
Sie besitzt im Weiteren folgende Eigenschaften:
- HD-Videofunktion
- Videoaufnahmen bei 1080p können mit einer Bildrate von 60 Bildern pro Sekunde aufgenommen werden.
- Sucher mit einer Vergrößerung von 0,85×
- ISO-Bereich bis 12.800; ggf. bis 25.600
- Akku-Typ: EN-EL14a
- Expeed 4-Bildprozessor